# Samuel Prout
Pour les articles homonymes, voir Prout.
Samuel Prout (Plymouth, 1783 – Londres, 1852) est un important aquarelliste britannique de peinture architecturale. Prout devient aquarelliste en ordinaire du roi George IV en 1829 puis de la reine Victoria.
John Ruskin, dont le travail a souvent inspiré celui de Prout, écrit en 1844 : « Je me fatigue parfois de Turner, mais jamais de Prout ». Ce dernier est souvent comparé à ses contemporains, Turner, Gainsborough, Constable.
Il est par ailleurs l'oncle de l'artiste John Skinner Prout (en).

## Biographie
Samuel Prout naît le 17 septembre 1783 à Plymouth, dans le sud de l'Angleterre. Il est le quatrième des quatorze enfants d'un vendeur de costumes de la marine dans le chantier naval de la ville et de Mary Cater. Élève à la Plymouth Grammar School, il est influencé par le principal John Bidlake (en), qui encourage les jeunes Samuel Prout et Benjamin Haydon dans leur apprentissage artistique. Ils passent tous leurs étés à dessiner des petites maisons tranquilles, des ponts rustiques et des moulins romantiques des belles vallées du Devon. Il entreprend avec John Britton un voyage en Cornouailles pour se tester en fournissant des esquisses pour l'ouvrage Beauties of England, de Britton.
En 1803, il déménage à Londres, où il reste jusqu'en 1812. Il se marie avec Elizabeth Gillespie en 1810, avec qui il a quatre enfants : Rebecca Elizabeth (née en 1813), Elizabeth Delsey (1817), Isabella Anne (1820) et Samuel Gllespie (1822).
À Londres, Prout voit de nouvelles possibilités et il entreprend de corriger et améliorer son style en étudiant les œuvres de l'École de paysage émergente. Pour vivre, il peint des marines pour Palser, marchant d'estampes ; prend des élèves ; publie des livres de dessins pour débutants. Il est l'un des premiers à expérimenter la lithographie au Royaume-Uni[réf. nécessaire].
Il ne découvre cependant sa véritable inspiration que vers 1818, lors de sa première visite du continent européen. Il étudie les rues et marchés au charme désuet, et son œil capte les détails pittoresques de l'architecture, qu'il reproduit avec adresse. La composition de ses dessins est très naturelle ; ses couleurs montrent « la plus vraie et heureuse association du soleil et de l'ombre », et les éléments pittoresques sont dépeints avec la plus grande ampleur et largeur, « avec la perception et le plaisir les plus chaleureux de leur robustesse usée », et la solennité des grandes cathédrales est exprimée avec beaucoup d'effet.
Il a établi a réputation avec ces scènes de rue et est célébré par son ancien étudiant, John Ruskin. Jusqu'à Prout, explique ce dernier, l'artificialité excessive et maladroite caractérisait le pittoresque : les ruines que les artistes dessinaient « semblaient avoir été détruite exprès ; les herbes qu'ils ajoutaient semblaient y avoir été plantées pour les décorer ». Ainsi, il donne du crédit à Prout pour avoir créé les caractéristiques essentielles qui manquaient à cet art antérieur, en particulier « ce sentiment qui résulte de l'influence, parmi les nobles lignes de l'architecture, de l'usé et de la rouille, la fissure, le lichen, l'herbe, et des textes sur les pages d'anciens murs d'hiéroglyphes confus de l'histoire humaine ». Prout ne se contente pas de représenter la décadence résultant du temps qui passe pour s'intéresser aux textures : il emploie celles-ci et d'autres caractéristiques du pittoresque pour créer de profondes impressions d'âge vécu noblement. Souvent comparés, ni Turner ni Prout n'étaient de vulgaires artistes, et tandis que Turner se concentrait sur les infinies beautées de la nature, Prout était plus intéressé par les paysages urbains.
Prout est fait aquarelliste en ordinaire du roi George IV en 1829 puis de la reine Victoria.
Samuel Prout meurt en 1852 après un arrêt cardiaque à son domicile du 5 De Crespigny Terrace, Denmark Hill (Londres), et est enterré au Cimetière de West Norwood.
Son fils Samuel Gillespie Prout suit les traces de son pères en peignant à l'aquarelle. Un autre membre de la famille, John Skinner Prout (en) a fait carrière dans la peinture et dans la littérature en Tasmanie.

## Conservation
Une grande quantité de ses esquisses, lithographies, documents personnels et familiaux a été conservée au North Devon Athenaeum, Barnstaple (Devon, Angleterre). La collection a été vendue aux enchères en 2010 et la plupart de ces reliques ont été acquises par le Plymouth City Museum and Art Gallery (en) (également dans le Devon), qui possédait déjà des œuvres de l'artiste.

Sélection d'œuvres de Samuel Prout
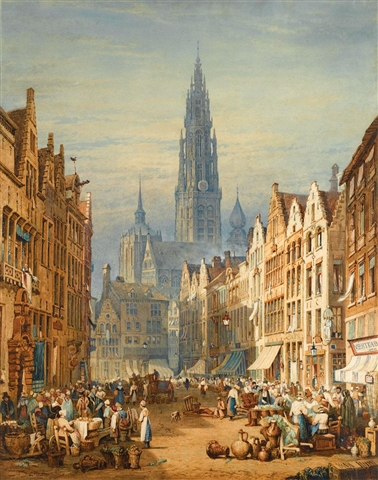
Jour de marché (1823).
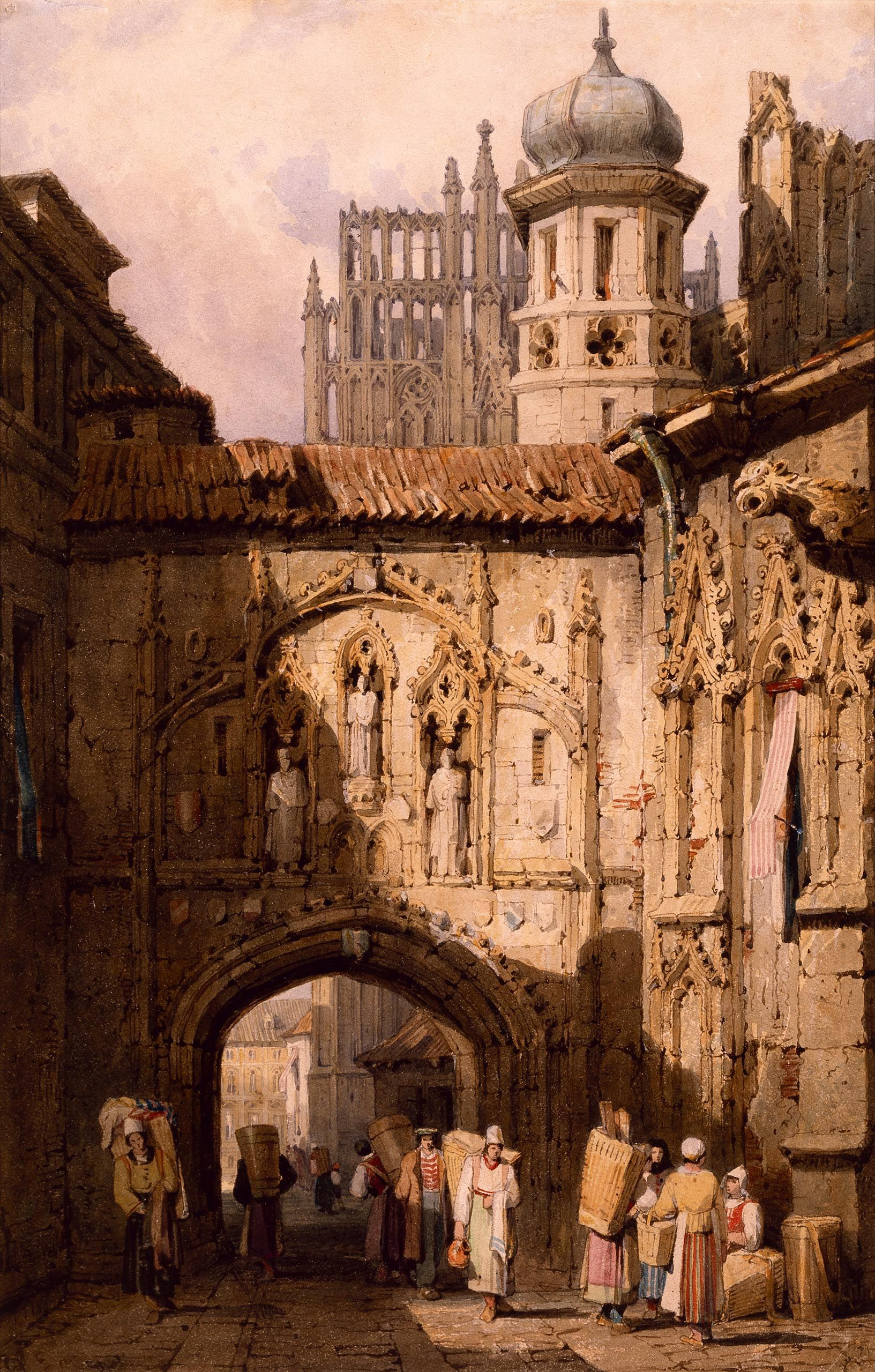
Vue à Nuremberg (ca 1823).
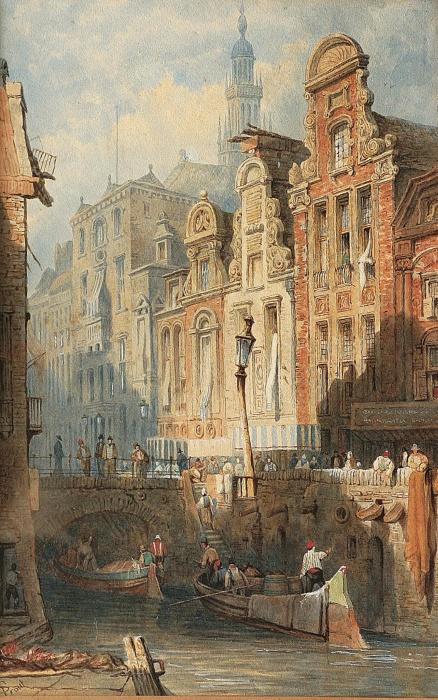
Hôtel de ville d'Utrecht (1841).

## Œuvres
- Le bassin de Radoub, plume et lavis, 22 × 29 cm, Gray (Haute-Saône), musée Baron-Martin.

## Publications
- Picturesque Delineations in the Counties of Devon and Cornwall, T. Palser, Londres, 1812.
- Prout's Village Scenery, T. Palser, Londres 1813.
- Rudiments of Landscape in Progressive Studies, R. Ackermann, Londres, 1813[4].
- Picturesque Studies of Cottages, R. Ackermann, Londres, 1816.
- Sketches of the Thames Estuary, T Palser, Londres, 1817.
- Marine Sketches, Rowney & Forster, Londres, 1820.
- Picturesque Buildings in Normandy, Rodwell and Martin, Londres, 1821.
- Views in the North of England, R. Ackermann, Londres, 1821.
- Studies from Nature, Rodwell & Martin, Londres, 1823
- Illustrations of the Rhine, J. Dickinson, 1824.
- Views in Germany, J. Dickinson, 1826.
- Interior and Exteriors, Ackermann & Co., Londres, 1834.
- Hints on Light and Shadow, Ackermann & Co., Londres, 1838.
- Prout's Microcosm, Tilt & Bogue, Londres, 1841.